# 王鑑 (嘉靖進士)
王鑑（1520年—1590年），字汝明，號继山，直隸常州府無錫縣人，民籍，明朝政治人物。

## 生平
嘉靖二十八年（1549年）己酉科應天府鄉試第八十四名舉人。嘉靖三十八年己未科會試第三十三名，未殿试，四十四年（1565年）中式乙丑科二甲第十七名進士。吏部观政，本年六月授武定知州，隆慶二年（1568年）二月升户部员外郎，三年七月调吏部，五年三月升郎中，六月告病。万历元年（1573年）五月復除本部，十一月仍告养病。十二年（1584年）三月起补本部，九月升尚宝司卿，十四年四月奉差中途，患病就医调理，宽限赴任。七月升南鴻臚寺卿，十七年以年七十歲乞休，命升太僕寺卿致仕。歲餘而病卒，年七十一。著有《五經摘要》、《楚越記》、《寶界集》藏於家。

## 家族
曾祖王宗，壽官；祖父王澤，封南京兵部郎中；父王問，廣東按察司僉事。母李氏（封宜人）；繼母袁氏（封宜人）。兄王金、弟王钦（举人）、王鎬。